# Mark Padmore
Mark Padmore (Londra, 8 marzo 1961) è un tenore britannico.

## Biografia
Mark Padmore è nato a Londra nel 1961 ed è cresciuto a Canterbury prima di trasferirsi a Cambridge, dove studiò musica al King's College fino alla laurea nel 1982.
Dopo gli studi Padmore cominciò a cantare per la Welsh National Opera e l'English National Opera, sviluppando parallelamente alla carriera operistica anche una come cantante solista di oratori e recitals. Particolarmente apprezzata fu la sua interpretazione vocale in una messa in scena in versione operistica della Passione secondo Matteo al Glyndebourne Festival Opera. Altrettanto apprezzata fu la sua performance nel ruolo di un alto evangelista, questa volta Giovanni, nella Passione secondo Giovanni diretta da Simon Rattle alla filarmonica di Berlino per una messa in scena di Peter Sellers.
Oltre a cantare numerosi ruoli tenorili del repertorio classico, Padmore è stato anche il primo interprete di opere moderne e contemporanee composte da Sally Beamish, Thomas Larcher, Alec Roth, Mark-Anthony Turnage, Ryan Wigglesworth e Huw Watkins. Nel 2019 torna a cantare alla Royal Opera House, dove aveva fatto il suo debutto nel 1995, questa volta nel ruolo di Gustav von Aschenbach in Morte a Venezia di Benjamin Britten.